# UBTFL1
UBTFL1 (англ. Upstream binding transcription factor, RNA polymerase I-like 1) – білок, який кодується однойменним геном, розташованим у людей на 11-й хромосомі. Довжина поліпептидного ланцюга білка становить 393 амінокислот, а молекулярна маса — 46 134.
| 10         |  | 20         |  | 30         |  | 40         |  | 50         |
| ---------- |  | ---------- |  | ---------- |  | ---------- |  | ---------- |
| MALPRSQGHW |  | SNKDILRLLE |  | CMENNRPSDD |  | NSTFSSTQSH |  | MDWGKVAFKN |
| FSGEMCRLKW |  | LEISCNLRKF |  | GTLKELVLEA |  | KKCVKKMNKS |  | QKYRNGPDFP |
| KRPLTAYNRF |  | FKESWPQYSQ |  | MYPGMRSQEL |  | TKILSKKYRE |  | LPEQMKQKYI |
| QDFRKEKQEF |  | EEKLARFREE |  | HPDLVQKAKK |  | SSVSKRTQNK |  | VQKKFQKNIE |
| EVRSLPKTDR |  | FFKKVKFHGE |  | PQKPPMNGYH |  | KFHQDSWSSK |  | EMQHLSVRER |
| MVEIGRRWQR |  | IPQSQKDHFK |  | SQAEELQKQY |  | KVKLDLWLKT |  | LSPENYAAYK |
| ESTYAKGKNM |  | AMTGGPDPRL |  | KQADPQSSSA |  | KGLQEGFGEG |  | QGLQAAGTDS |
| SQTIWVNCHV |  | SMEPEENRKK |  | DREKEESSNS |  | SDCSSGEEIE |  | VDV        |

A: Аланін

C: Цистеїн

D: Аспарагінова кислота

E: Глутамінова кислота

F: Фенілаланін

G: Гліцин

H: Гістидин

I: Ізолейцин

K: Лізин

L: Лейцин

M: Метіонін

N: Аспарагін

P: Пролін

Q: Глутамін

R: Аргінін

S: Серин

T: Треонін

V: Валін

W: Триптофан

Кодований геном білок за функцією належить до білків розвитку. 
Білок має сайт для зв'язування з ДНК. 
Локалізований у цитоплазмі, ядрі.